# Бычков, Игорь Сергеевич
Игорь Сергеевич Бычков (род. 21 января 1994, Могилёв) — российский (ранее белорусский) ватерполист, подвижный нападающий ватерпольного клуба «Динамо» (Москва) и сборной России. Участник чемпионатов Европы 2016 и 2020 годов.

## Клубная карьера
- 2011—2016 — «Спартак-Волгоград»
- 2016—2017 — «Синтез»
- 2017—2022 — «Динамо» (Москва)

## Достижения
- Чемпион России: 2013/14, 2014/15, 2017/18, 2018/19
- Обладатель Кубка России: 2015, 2018, 2019
- Обладатель LEN Euro Cup: 2014